# 775

## Nașteri
- dată necunoscută: Papa Pascal I  (d. 824)
- dată necunoscută: Leon al V-lea Armeanul  (d. 820)
- dată necunoscută: Al-Jahiz  (d. 868)
- dată necunoscută: Staurakios  (d. 812)
- dată necunoscută: Guillaume de Blois  (d. 834)

## Decese
- 14 septembrie: Constantin al V-lea împărat al Bizanțului (n. 718)
- 7 octombrie: Al-Mansur  (n. 714)